# Олтени (Валча)
Олтени (рум. Olteni) насеље је у Румунији у округу Валча у општини Бужорени. Oпштина се налази на надморској висини од 252 m.

## Становништво
Према подацима из 2002. године у насељу је живело 923 становника, од којих су сви румунске националности.